# Mirage (album)
Mirage je četvrti studijski album holandskog trens producenta i -a Armina van Burena.

## Spisak pesama
1. Desiderium 207
2. Mirage
3. This Light Between Us
4. Not Giving Up On Love
5. I Don’t Own You
6. Full Focus
7. Take  A Moment
8. Feels So Good
9. Virtual Friend
10. Drowning
11. Down To Love
12. Coming Home
13. These Silent Hearts
14. Orbion
15. Minack
16. Youtopia}-

## Spoljašnje veze
- „“ na